# Michel Chevalier (football)
Pour les articles homonymes, voir Michel Chevalier et Chevalier.
Michel Chevalier est un footballeur français né le 25 août 1940 à Sennecey-le-Grand (Saône-et-Loire).

## Biographie
Bien que la circularité de la vie le fasse naître en Bourgogne, il fut l’un des acteurs majeurs de la vaste saga du football nancéien. Fils de parents lorrains, ancrés dans le terreau meurthe-et-mosellan de Tomblaine puis de Saint-Max, il revêtit pour la première fois la tunique du FC Nancy sous les ordres du passionné Justin Dubach (1954), et ce, grâce à la complicité de son frère aîné Jean. Il se fondit dans le collectif nancéien, s’octroyant à deux reprises le titre de champion de France avec les cadets lorrains (1955-1956 et 1956-1957). 
La suite de sa carrière s’assimila avec des sélections en équipe de Lorraine juniors, un titre national avec l’équipe de France militaire (1961), avant de connaître l’ivresse de la Coupe de France avec son club formateur de Nancy (1962). Hélas, l’A.S Saint-Étienne l’emporta face aux protégés de Mario Zatelli (1-0). Milieu de terrain à la technicité éprouvée, Michel Chevalier aura eu également l’honneur d’intégrer l’équipe de France espoirs, aux côtés des Bosquier, Carnus, Di Nallo…
Lors de la liquidation sans appel du F.C Nancy dans l’ère du professionnalisme (1964), il ira distiller son talent à Angers (1964), tout en étant prêté à Lille (1965), Besançon (1966) puis Grenoble (1967). Marié, père de famille, muni de son diplôme d’éducateur sportif, il abandonna son statut « pro » pour rejoindre le lycée Sigisbert à Nancy comme professeur de sport (1968-2000). Toutefois, il ne tourna pas le dos au ballon rond. Michel Chevalier s’investira dans l’encadrement de l’A.S Nancy-Lorraine mais auprès des footballeurs amateurs (1968-1999).
Clubs professionnels : F.C Nancy (1958-1964), S.C.O Angers (1964-1965), Lille O.S.C (1965-1966), R.C.F Besançon (1966-1967), F.C Grenoble (1967-1968).

## Palmarès
- Finaliste de la Coupe de France 1962 avec le FC Nancy
- Vice-Champion de France D2 en 1960 avec le FC Nancy